# Alpaida canoa
Alpaida canoa là một loài nhện trong họ Araneidae.
Loài này thuộc chi Alpaida. Alpaida canoa được Herbert Walter Levi miêu tả năm 1988.